# Kino Jantar w Ostrołęce

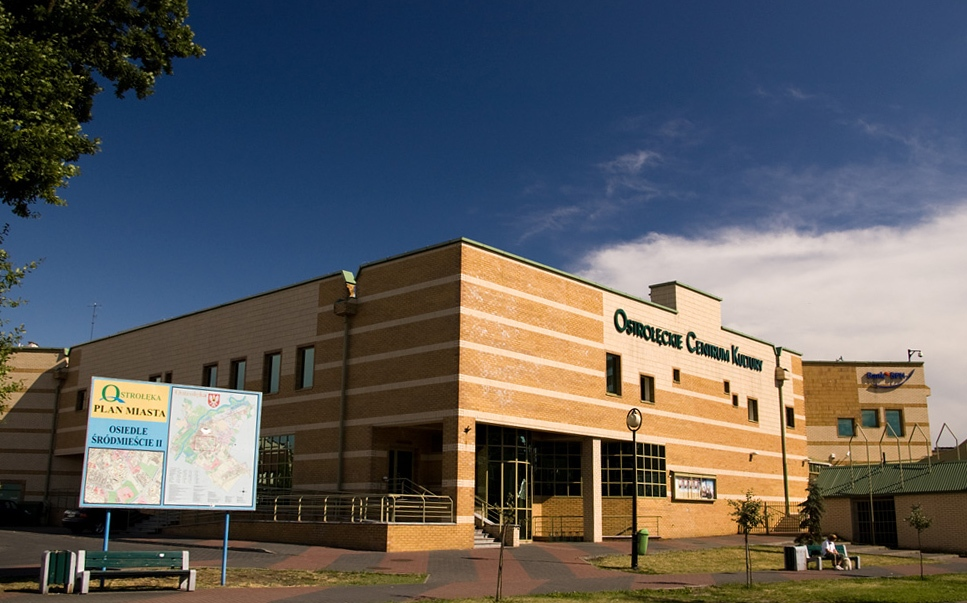
Ostrołęckie Centrum Kultury, siedziba Kina Jantar od 2002 roku

Kino Jantar (wcześniej Zacisze, Uciecha, Przodownik) – kino założone w 1926 roku w Ostrołęce.

## Historia
Kino założone przez Eugeniusza Lendo początkowo mieściło się na rogu ulic Przechodniej i Bernardyńskiej (obecnie Mickiewicza). Posiadało 266 miejsc, balkon oraz dwie loże. Na początku wyświetlano filmy nieme, którym towarzyszyła muzyka grana na żywo na pianinie. Seanse posiadały przerwy techniczne, spowodowane koniecznością zmiany szpuli. Ogród Allaha był pierwszym kolorowym filmem wyświetlonym w kinie Jantar. Obiekt posiadał również scenę umożliwiającą wystawianie sztuk teatralnych.
W 1964 roku kino zostało zmodernizowane - usunięto balkony, scenę, oraz wymieniono kabinę projekcyjną. Po modernizacji sala została zmieniona z kinowo-teatralnej na wyłącznie kinową.
W 1990 roku Okręgowe Przedsiębiorstwo Rozpowszechniania Filmów w Olsztynie, któremu podlegał ostrołęcki obiekt, podjęło decyzję o likwidacji kina. Zostało ono ponownie otworzone 31 stycznia 1991 roku, po wykupieniu wyposażenia przez Wojewódzki Ośrodek Kultury w Ostrołęce. Przez dwa miesiące Ostrołęka była jedynym miastem wojewódzkim nie posiadającym kina.

## Kino obecnie
12 maja 2002 roku kino przeniosło się do nowego budynku Ostrołęckiego Centrum Kultury przy ul. Inwalidów Wojennych 23. Pierwsza sala posiada 385 miejsc, nagłośnienie Dolby Digital Surround Ex oraz projektor Victoria 5 firmy Cinemeccanica. Przekątna ekranu wynosi 16 metrów. Od 2015 roku w budynku OCK znajduje się także druga sala kinowa mająca 120 miejsc (w tym 3 dla niepełnosprawnych). 
Stary budynek kina stał niezagospodarowany do 2011 roku, kiedy to został zburzony, a na jego miejscu został rozbudowany budynek sąsiadującego urzędu skarbowego.
Od 1985 roku, każdego listopada w kinie Jantar odbywają się Ogólnopolskie Spotkania z Piosenką Kabaretową OSPA. Od 1998 roku odbywa się w nim festiwal filmów amatorskich Filmowe Zwierciadła.